# Huarmey
Huarmey es una ciudad peruana, capital del distrito y de la provincia homónimos en el extremo sur del departamento de Áncash. Está ubicada a 297.70 km  al Norte de Lima, a orillas del río Huarmey, en plena Costa central del país. Geográficamente está ubicada en áreas de desierto subtropical y maleza desértica subtropical.
Huarmey está ubicada paralelamente a la falla de la placa oceánica, que está parcialmente activa sísmicamente; además, por ubicarse frente al Océano Pacífico, es afectada por la corriente del Niño.
Esta ciudad destaca por tener una gran variedad de playas (Corralones-Tuquillo), que compiten dentro de las mejores diez del país, bosques de piedras que forman distintas figuras y complejos arqueológicos.
En Huarmey, aún se preserva una fosa común de una matanza de la época precolombina perteneciente a la cultura chimú, datada hacia el siglo XIV. Pero sin duda su mayor sitio arqueológico lo constituye el Castillo de Huarmey, imponente construcción de la cultura huari, donde recientemente se puso al descubierto 63 tumbas intactas, con osamentas asociadas con 1200 objetos, entre joyas de oro y plata, fina cerámica y utensilios de madera.

## Historia
Se estima que Huarmey remonta su orígenes a los 2000 años a. C. aproximadamente; junto con las culturas de las regiones de la costa norte del país, se integró a la cultura chavín a partir del año 1000 a. C. 
De la época huari ( a siglo XI) es el Castillo de Huarmey, actualmente en los suburbios de la ciudad, que es una pirámide escalonada hecha a base de adobes, que se alza sobre un promontorio rocoso, rodeada de otras estructuras platafórmicas, que se extienden hasta el nivel del suelo del valle, todas las cuales se encuentran en estado ruinoso. El conjunto, según las evidencias encontradas, era un centro administrativo huari, que se halla rodeado de gran número de cámaras funerarias donde presumiblemente eran sepultados los miembros de la nobleza.
A finales del siglo XIV el rey chimú Minchancaman desarrolló una agresiva campaña militar para incrementar sus  territorios, por lo que Huarmey se convirtió en parte del reino Chimú. Mediante las investigaciones realizadas se sabe que se sacrificaron 200 pescadores que fueron ofrecidos al dios Ni (Dios del Mar). Este sacrificio fue hacia 1320 y no pasarían muchos años hasta la irrupción de los incas en el territorio de los chimú, que fueron sometidos hacia 1470 por Túpac Yupanqui, por lo que Huarmey pasó a ser parte del Imperio Incaico.
Con la invasión española, Huarmey cambió su estructura como su cultura. En la época del virreinato perteneció al corregimiento del Santa, encomendada a Núñez de Ávila en 1576 y luego Muñoz de Ávila en 1578. Cuando el arzobispo Toribio de Mogrovejo visitó el pueblo en 1573, encontró allí “cien indios tributarios y diez reservados, y 300 de confesión, y 500 ánimas chicas y grandes”, y anexas, tres estancias ganaderas. En 1784, siendo Virrey Teodoro de Croix, se creó la Parroquia de Huarmey, perteneciente a la Intendencia de Lima.
En 1822, por obra del general José de San Martín, Huarmey se convirtió en distrito. En 1836, el protector Andrés de Santa Cruz lo confirmó como parte de la provincia del Santa, del departamento de Huaylas.
El 2 de enero de 1857 fue creado legalmente el Distrito de Huarmey, por D. L. 662, expedido por el presidente Ramón Castilla, en el marco de la creación de las primeras municipalidades del Perú. En 1907, el presidente José Pardo y Barreda lo elevó a la categoría de villa; en 1955 volvió a denominarse distrito. 
Durante el boom pesquero de los años 1950 y 1960, se produjo un incremento de su población, proveniente mayormente de la sierra ancashina, que llegó para laborar en la industria pesquera.
Por Ley N.º 24034 del 20 de diciembre de 1984, del gobierno del arquitecto Fernando Belaúnde Terry, fue elevada a la categoría de Ciudad, convirtiéndose en la capital de la flamante provincia del mismo nombre.

## Toponimia
Existen varias versiones sobre el origen del nombre de Huarmey.
- Guaxme (Muchic)

En sus inicios la población Huarmeyana radicaba en el puerto por lo que su gente se dedicaba a la pesca, por eso el pueblo era llamado en el idioma Muchic o Mochica como Guaxme que significa Pescador, de acuerdo al lexicon de Fray Domingo de Santo Tomás de 1560.
- Warmy (Quechua)

El príncipe Túpac Inca Yupanqui, hijo del Inca Pachacutec, durante sus conquistas hacia las tierras del norte del valle del Rímac, se dice que envió a un emisario al Señor del Gran Chimú, en misión de paz o guerra; la respuesta que recibieron fue, que estaban con armas en las manos dispuestos a morir en defensa de su tierra.
El príncipe pidió refuerzos y marchó a combatir, pero el regimiento de soldados de la custodia de la fortaleza de Paramunca (hoy Paramonga) abandonaron sus puestos y se refugiaron en el lugar hoy denominado Huarmey.
Al pasar el Príncipe Inca Yupanqui por esa zona los consideró como cobardes, llegando a denominarlos burlescamente warmis, que significa mujeres.
- Gormay o Huarmay

Javier Pulgar Vidal, escribió que la palabra Huarmey puede haber sido Gomay y Huarmay vocablos que se refieren a una práctica usada actualmente en el departamento de Huánuco, que consiste en seleccionar los mejores frutos de las cosechas y las mejores comidas para ser guardadas y consumidas con posterioridad; conociéndose la antigua comunicación y relativa cercanía con el departamento de Huánuco, se estima que Huarmey en tiempos remotos era un lugar básicamente agrícola. En sus investigaciones, el arqueólogo Duccio Bonavia descubrió 47 hoyos o collcas que miden 24 metros de diámetro con profundidades de hasta 2 metros, lográndose almacenar más de 900 toneladas de alimentos.

## Clima
| Parámetros climáticos promedio de Huarmey | Parámetros climáticos promedio de Huarmey | Parámetros climáticos promedio de Huarmey | Parámetros climáticos promedio de Huarmey | Parámetros climáticos promedio de Huarmey | Parámetros climáticos promedio de Huarmey | Parámetros climáticos promedio de Huarmey | Parámetros climáticos promedio de Huarmey | Parámetros climáticos promedio de Huarmey | Parámetros climáticos promedio de Huarmey | Parámetros climáticos promedio de Huarmey | Parámetros climáticos promedio de Huarmey | Parámetros climáticos promedio de Huarmey | Parámetros climáticos promedio de Huarmey |
| Mes                                       | Ene.                                      | Feb.                                      | Mar.                                      | Abr.                                      | May.                                      | Jun.                                      | Jul.                                      | Ago.                                      | Sep.                                      | Oct.                                      | Nov.                                      | Dic.                                      | Anual                                     |
| ----------------------------------------- | ----------------------------------------- | ----------------------------------------- | ----------------------------------------- | ----------------------------------------- | ----------------------------------------- | ----------------------------------------- | ----------------------------------------- | ----------------------------------------- | ----------------------------------------- | ----------------------------------------- | ----------------------------------------- | ----------------------------------------- | ----------------------------------------- |
| Temp. máx. media (°C)                     | 26                                        | 27.1                                      | 26.9                                      | 25.2                                      | 23.2                                      | 22                                        | 21.4                                      | 20.8                                      | 20.9                                      | 21.6                                      | 23                                        | 24.6                                      | 23.6                                      |
| Temp. media (°C)                          | 21.5                                      | 22.5                                      | 22.4                                      | 20.9                                      | 19.1                                      | 18                                        | 17.4                                      | 17                                        | 17                                        | 17.5                                      | 18.6                                      | 20                                        | 19.3                                      |
| Temp. mín. media (°C)                     | 17.1                                      | 18                                        | 17.9                                      | 16.6                                      | 15.1                                      | 14.1                                      | 13.5                                      | 13.2                                      | 13.1                                      | 13.5                                      | 14.3                                      | 15.5                                      | 15.2                                      |
| Días de lluvias (≥ 1 mm)                  | 100                                       | 500                                       |                                           |                                           |                                           |                                           |                                           |                                           |                                           |                                           |                                           |                                           | 600                                       |
| Fuente: climate-data.org                  |                                           |                                           |                                           |                                           |                                           |                                           |                                           |                                           |                                           |                                           |                                           |                                           |                                           |